# Alegeri locale în județul Bihor, 2020
În județul Bihor, alegerile locale din 2020 s-au desfășurat în data de 27 septembrie. Actualul primar al municipiului reședință de județ, Ilie Bolojan (PNL) a anunțat că renunță la primăria Oradea și va candida la Consiliul Județean Bihor. Principali adversari ai PNL în judetul Bihor sunt PSD, Alianța 2020 USR-PLUS și UDMR.

## Rezultate
| voturi        | partid   | voturi | %     |        | cons. local voturi | %    | mandate |
| ------------- | -------- | ------ | ----- | ------ | ------------------ | ---- | ------- |
| Florin Birta  | PNL      | 47.966 | 70,13 | 44.289 | 65,21              | 20   |         |
| Ioana Mihaila | USR-PLUS | 2.078  | 3,04  | 2.684  | 3,95               | 0    |         |
| Claudiu Pop   | PRO      | 848    | 1,24  | 1.162  | 1,71               | 0    |         |
| Cseke Attila  | UDMR     | 7.795  | 11,4  | 7.779  | 11,45              | 4    |         |
| Emilian Pavel | PSD      | 5.297  | 7,75  |        | 6.038              | 8,89 | 3       |

| partid   | voturi | %     | mandate |
| -------- | ------ | ----- | ------- |
| PNL      | 2.343  | 45,4  | 9       |
| USR-PLUS | 616    | 11,94 | 2       |
| PSD      | 880    | 17,04 | 4       |

| partid   | voturi | %     | mandate |
| -------- | ------ | ----- | ------- |
| PNL      | 1.755  | 40,2  | 8       |
| USR-PLUS | 285    | 6,53  | 0       |
| UDMR     | 572    | 13,1  | 3       |
| PSD      | 731    | 16,74 | 3       |
| PRO      | 312    | 7,15  | 2       |
| UDSCR    | 261    | 5,98  | 1       |

| partid   | % (CL) | mandate | % (P) |
| -------- | ------ | ------- | ----- |
| PSD      | 51,8   | 10      | 66,55 |
| PNL      | 30,93  | 6       | 24,05 |
| USR-PLUS | 3,5    | 0       | 1,82  |
| PRO      | 6,78   | 1       | 4,9   |
| PMP      | 3,86   | 0       | 2,69  |

| localitate      | PNL | PNL     | PSD | PSD     | USR-PLUS | USR-PLUS | altii | altii   |  | Primar inainte | Primar ales |
| --------------- | --- | ------- | --- | ------- | -------- | -------- | ----- | ------- |  | -------------- | ----------- |
| localitate      | %   | mandate | %   | mandate | %        | mandate  | %     | mandate |  |                |             |
| Abram           |     |         |     |         |          |          |       |         |  |                |             |
| Abramut         |     |         |     |         |          |          |       |         |  |                |             |
| Avram Iancu     |     |         |     |         |          |          |       |         |  |                |             |
| Balc            |     |         |     |         |          |          |       |         |  |                |             |
| Biharia         |     |         |     | Țețchea |          |          |       |         |  |                |             |
| Borod           |     |         |     |         |          |          |       |         |  |                |             |
| Bors            |     |         |     |         |          |          |       |         |  |                |             |
| Diosig          |     |         |     |         |          |          |       |         |  |                |             |
| Finis           |     |         |     |         |          |          |       |         |  |                |             |
| Gepiu           |     |         |     |         |          |          |       |         |  |                |             |
| Holod           |     |         |     |         |          |          |       |         |  |                |             |
| Ineu            |     |         |     |         |          |          |       |         |  |                |             |
| Lazuri de Beius |     |         |     |         |          |          |       |         |  |                |             |
| Nojorid         |     |         |     |         |          |          |       |         |  |                |             |
| Tileagd         |     |         |     |         |          |          |       |         |  |                |             |
| Techea          |     | 5       |     | 5       |          | 0        |       | 3       |  |                |             |